# Where did you go (Summer love)
Where did you go (Summer love) is een single van de Belgische producer Regi Penxten, beter bekend als Regi. De single stond enkele weken op 1 in de Ultratop 50. 